# Arkadij Rozengolc
Arkadij Pawłowicz Rozengolc, ros. Аркадий Павлович Розенгольц (ur. 23 października?/4 listopada 1889 w Witebsku, zm. 15 marca 1938 w miejscu egzekucji Kommunarka k. Moskwy),  polityk bolszewicki, działacz państwowy ZSRR, dyplomata, długoletni komisarz ludowy handlu zagranicznego ZSRR (1930–1937), w czasie „wielkiej czystki”  aresztowany, wystąpił w pokazowym III procesie moskiewskim, skazany, stracony.

## Życiorys
Członek SDPRR (frakcja bolszewików) od 1908. Po rewolucji październikowej od 1917 na różnych funkcjach w partii bolszewickiej i Armii Czerwonej, w tym dowódca lotnictwa Armii Czerwonej i członek Rewolucyjnej Rady Wojennej. Od listopada 1925 w rezerwie, radca ambasady i ambasador ZSRR w Wielkiej Brytanii, do zerwania w 1927 przez Brytyjczyków stosunków dyplomatycznych z ZSRR w związku z ujawnioną działalnością szpiegowską ambasady. W latach 1927–1934 członek Centralnej Komisji Kontroli WKP(b), zastępca członka, a  w latach 1930–1932 członek prezydium CKK. W latach 1930–1937 ludowy komisarz handlu zagranicznego ZSRR. Na XVII zjeździe WKP(b) w 1934 wybrany na zastępcę członka Komitetu Centralnego WKP(b).
W czasie „wielkiej czystki” 7 października 1937 aresztowany przez NKWD i wytypowany do udziału w procesie pokazowym wraz z Nikołajem Bucharinem i Aleksiejem Rykowem. Proces (tzw. trzeci proces moskiewski, lub „proces dwudziestu jeden”) odbył się w marcu 1938. 13 marca 1938 skazany przez Kolegium Wojskowe Sądu Najwyższego ZSRR na karę śmierci, rozstrzelany w miejscu egzekucji Kommunarka pod Moskwą 15 marca 1938 wraz z innymi podsądnymi, pochowany anonimowo. 
Zrehabilitowany 4 lutego 1988.